# Изворани (Арђеш)
Изворани (рум. Izvorani) насеље је у Румунији у округу Арђеш у општини Штефанешти. Oпштина се налази на надморској висини од 310 m.

## Становништво
Према подацима из 2002. године у насељу је живело 829 становника, од којих су сви румунске националности.